# Markion

Markion från Sinope.

Markion, född mellan 85 och 100, död 160, från staden Sinope i området Pontos vid Svarta havet, son till biskopen av Sinope, var en teolog och filosof under 100-talet e.Kr. Han var till yrket skeppsredare. Han flyttade till Rom under 130-talet.
Markion hade en egen lära (senare kallad markionism) utvecklad ur den tidiga kristendomen, traditionell grekisk filosofi och gnosticism. Han försökte föra över sina tankar till den "etablerade" kristna kyrkan, men då han inte fick något gehör för dem, grundade han sin egen kyrka med bas i Rom vilken snabbt växte sig mycket stark men förklarades vara heretisk av den etablerade kyrkan. Sommaren 144 samlade Markion de kristna ledarna i Rom till ett möte, där han ansåg att det var dags för kyrkan att ta sitt ansvar och bryta med judendomen. Markion blev bannlyst av kyrkan efter mötet. 
Markion menade att skapelsens och Gamla testamentets gud är ett lägre stående väsen och inte har något gemensamt med den gode Guden som Jesus Kristus har uppenbarat. Markion menade också att Kristus inte var människa, utan rent andlig och att också hans död var en skenbar död (se doketism). Därför räknas hans lära ofta som en gren av gnosticismen även om den på många punkter skiljer sig från denna. 
Antinomisten Markion ansåg att Gamla testamentet efter Jesus saknade betydelse för de kristna och sammanställde en egen kanon, bestående av ett reducerat Lukasevangelium och tio av Paulus brev. Likt många av gnostikerna ansåg Markion att all materia var ond, att jorden var skapad inte av Gud utan av en ond demiurg och att människorna genom Jesus hade fått möjlighet att söka den rena andligheten. 
Markioniterna levde enligt vissa uppgifter enkelt med ett fåtal ägodelar. De var vegetarianer och levde i strängt celibat. Den markionitiska kyrkan överlevde Markions bannlysning och död, för att i stort sett försvinna under 300-talet, och har sedan haft mindre betydelse.
Paulicianerna, som är kända sedan 650-talet, förefaller ha delat markioniternas syn på två gudar och på den nytestamentliga bibelkanon. Något slags samband mellan dessa båda riktningar kan därför inte uteslutas, men det historiska källmaterialet är inte tillräckligt för att förklara hur denna påverkan har skett.